# Афромаврикийцы
Афро-маврикийцы, более известные как креолы — маврикийцы, чьи предки прибыли на остров из Мадагаскара и Мозамбика в качестве рабов. Эта этническая группа является меньшинством на Маврикии; большинством на территории острова являются индо-маврикийцы.

## Происхождение
Креолы были привезены на остров в качестве рабов для работы на плантациях Маврикия (а также на Реюньоне и Сейшельских островах). Рабами были люди в основном из Мозамбика и Мадагаскара. Более крупное сообщество креолов также включает цветные (в основном европейские по происхождению, смешанные с некоторыми африканцами или индийцами). Сообщество креолов также включает христианских индейцев, которые приняли европейский/креольский образ жизни.
52 % креолов в основном африканцы со значительной индийской примесью, упоминаемой в маврикийском контексте как афро-креолы. 1 % — цветные (в основном европейцы), а около 30 % — в основном христианские индейцы, некоторые из которых имеют африканские корни. Креолы составляют 30 % населения Маврикия. С момента обретения независимости более 90 % цветных покинули Маврикий, поэтому креолом, как правило, называют главным образом африканца, в отличие от времен до независимости Маврикия, когда креольском обычно называли человека смешанной расы в основном европейского происхождения.

## Демографические факторы
Большинство креолов — католики. Существует также нерелигиозное меньшинство, а также некоторое количество мусульман. Из-за более тесной связи с другими африканскими диаспорами, особенно в Карибском регионе, есть некоторые растафари. Родной язык маврикийцев — маврикийский креольский, французский и английский также являются для них как вторым или третьим языком.